# Великі боби Китаю
«Великі боби Китаю» (араб. فول الصين العظيم) — єгипетська кінокомедія 2004 року, знята Шеріфом Арафою.

## Сюжет
Мохіе Ель-Шаркаві — молодий хлопець з низькими оцінками, без роботи та без життєвого досвіду. Ель-Шаркаві — невинний член сім'ї, що займається незаконною діяльністю, яка намагається навчити його бути таким, як вони. Через кілька невдалих спроб він наживає собі ворогів, які переслідують його. Намагаючись врятувати його, родина відправляє його до Китаю, щоб він зайняв місце свого вітчима на міжнародному кулінарному конкурсі.